# Girl (film 2018)
Girl è un film del 2018 scritto e diretto da Lukas Dhont. In Italia il film è stato distribuito il 25 settembre 2018.
Il film è stato selezionato per rappresentare il Belgio ai premi Oscar 2019 nella categoria Oscar al miglior film in lingua straniera.

## Trama
Lara Verhaeghen è una quindicenne transgender e aspirante ballerina professionista. Viene accettata a una prestigiosa scuola di danza ad Anversa e si trasferisce nelle vicinanze con il padre Mathias e il fratello minore Milo. Durante tale periodo di transizione, Lara parla con i medici e con uno psichiatra della sua disforia di genere, assumendo dei farmaci per arrestare la pubertà.
Nonostante le persone a lei intorno accettino e supportino il suo genere, Lara prova una forte repulsione per il suo corpo maschile, volendo completare il prima possibile la transizione; arriva a sottoporre il proprio fisico a diverse sofferenze, come applicarsi del nastro adesivo sul pene durante gli allenamenti. Un'altra difficoltà sta nel fatto che Milo non si adatta facilmente al cambiamento, continuando a chiamare la sorella con il suo deadname maschile.
I dottori si preparano a sottoporre Lara all'operazione di riassegnazione di genere, procedimento che richiederà due anni per essere completato. Lara è estremamente felice e informa il suo psichiatra di non voler frequentare nessuno finché non avrà "il corpo giusto", sebbene lo psichiatra le consigli di godersi l'adolescenza.
In preparazione all'intervento chirurgico, Lara inizia la terapia ormonale sostitutiva, ma la ragazza è estremamente impaziente e ritiene che il suo corpo non stia cambiando abbastanza velocemente. Una notte, durante un pigiama party, viene bullizzata da alcune compagne di classe e torna a casa in anticipo. Il dottore nota che Lara sta perdendo peso e ha un'infezione genitale e le dice di smettere di controllare il suo peso corporeo, in quanto il corpo deve essere in forze per l'operazione. 
Dopo aver subito un esaurimento in classe, Lara trova conforto in un ragazzo visibilmente interessato a lei. I due si baciano e lei gli pratica del sesso orale prima di fuggire, spaventata che possa scoprire il di lei sesso biologico. Il rifiuto della ragazza a rivelare i propri turbamenti la porta a scontrarsi con il padre, che vorrebbe aiutarla.
Gli studenti iniziano le prove finali del balletto, ma Lara risente fortemente dello squilibrio fisico; i dottori le dicono che deve smettere di ballare per recuperare le forze, altrimenti non potrà sottoporsi all'intervento, che infatti viene rimandato.
Qualche tempo dopo, Lara sembra stare meglio; tuttavia un giorno, dopo aver chiamato i soccorsi, si mutila il pene con un paio di forbici. La ragazza si riprende,assistita dal padre,e riprende il suo percorso di recupero.

## Distribuzione
Il film è stato presentato in concorso nella sezione Un Certain Regard al Festival di Cannes il 12 maggio 2018.

## Accoglienza

### Critica
Il film ha goduto di buone recensioni ottendendo il 74% di recensioni positive su Rotten Tomatoes con un voto medio di 7.5/10 e una media su Metacritic di 73/100.
Natalia Aspesi su quotidiano La Repubblica ha scritto: «È una storia molto fiamminga, se mai ne esiste una, tanto per dire difficilmente italiana, dell’Italia di adesso» lodandone il carattere anticonformista per la sua uscita in sala «Girl potrebbe avere anche fastidi in Italia, ammesso che ministri della famiglia o col rosario in mano e i nuovi noiosissimi inquisitori vadano mai al cinema. E non perché il film racconti di una transgender ma perché si tratta di una adolescente».

## Riconoscimenti
- 2018 - BFI London Film Festival[6]
  - Sutherland Award per la miglior opera prima
- 2018 - European Film Awards
  - Miglior rivelazione[7]
  - Candidatura per il miglior film
  - Candidatura per il miglior attore a Victor Polster
- 2018 - Festival di Cannes
  - Miglior interpretazione Un Certain Regard a Victor Polster[8]
  - Queer Palm[9]
  - Caméra d'or per la miglior opera prima
  - Premio Fipresci Un Certain Regard
- 2018 - Festival internazionale del cinema di San Sebastián
  - Premio del pubblico per il miglior film europeo
- 2018 - Sindacato belga della critica cinematografica
  - Miglior film a Lukas Dhont
- 2019 - Golden Globe
  - Candidatura per il miglior film straniero
- 2019 - Premio César
  - Candidatura per il miglior film straniero
- 2019 - Premio Goya
  - Candidatura per il miglior film europeo
- 2019 - Premio Magritte[10]
  - Migliore film fiammingo
  - Miglior sceneggiatura
  - Migliore attore a Victor Polster
  - Migliore attore non protagonista a Arieh Worthalter
  - Candidatura per la miglior fotografia a Frank van den Eeden
  - Candidatura per la migliore scenografia a Philippe Bertin
  - Candidatura per il miglior montaggio a Alain Dessauvage
  - Candidatura per il miglior sonoro a Yanna Soentjens
  - Candidatura per i miglior costumi a Catherine van Bree